# تپه دوملان ۱
تپه دوملان ۱ در شهرستان سرپل ذهاب، بخش مرکزی، دهستان حومه سرپل، ۱ کیلومتری شمال روستای سرابله واقع شده و این اثر در تاریخ ۲۷ اسفند ۱۳۸۷ با شمارهٔ ثبت ۲۶۲۸۴ به‌عنوان یکی از آثار ملی ایران به ثبت رسیده است.